# Luc André Diouf
Luc André Diouf Dioh (Joal-Fadiouth, Senegal; 18 de gener de 1965) és un polític i sindicalista espanyol d'origen senegalès. És diputat de la XIII legislatura del Congrés dins del Grup Parlamentari Socialista.

## Biografia
Va néixer el 18 de gener de 1965 a Joal-Fadiouth, en concret a l'illa de les Petxines, en el si d'una família cristiana. Va cursar dos anys de la carrera de Ciències Econòmiques en la Universitat Cheikh-Anta-Diop de Dakar. Després de passar per Lió i Utrecht, es va traslladar a Espanya el 1992, en concret a les Illes Canàries, amb visat de turista per a signar el llibre de família de la seva filla –nascuda el 1991 a l'illa de Gran Canària–; una vegada expirat el seu permís d'estada va continuar per un temps de manera irregular i travessant dificultats econòmiques. Parlant de francès, anglès, serere i wólof, va començar a aprendre espanyol, i, després d'estudiar informàtica i una mica d'alemany, va començar a treballar com a recepcionista en un hotel de Fuerteventura.
Actiu a Comissions Obreres (CC.OO.), on va començar a treballar-hi el 1996, exercint de tècnic assessor, de coordinador en centres d'informació a immigrants i de secretari d'Immigracions del sindicat a Canàries. El 2001 va adquirir la nacionalitat espanyola.
Va entrar a formar part de la Comissió Executiva Federal del Partit Socialista Obrer Espanyol (PSOE) el 2017. Candidat en el número 2 de la llista del PSOE al Congrés dels Diputats per Las Palmas de cara a les eleccions generals d'abril de 2019, va resultar escollit membre de la XIII legislatura de la Cambra Baixa.